# KkStB 30
Bei den Dampflokomotiven der kkStB-Reihe 30 handelt es sich um schwere, fünfachsige und dreifach gekuppelte Nassdampf-Tenderlokomotiven mit der Achsfolge 1’C1’ n2vt. Sie wurden speziell für den Betrieb auf den Innenstadtstrecken der Wiener Stadtbahn entwickelt, wo sie Züge aus bis zu zehn der zugehörigen Stadtbahnwagen bespannten. Die umgangssprachliche Bezeichnung für die Reihe 30 lautete 30er Bock.

## Geschichte

### Entwurf
Nach dem Beschluss über den Bau der Stadtbahn am 27. Oktober 1892 begann Karl Gölsdorf bereits mit der Konstruktion einer speziellen Lokomotive für die neuen Innenstadtstrecken und skizzierte schon am 17. Dezember 1892 einen entsprechenden Entwurf. Gefordert waren auf den teilweise engen Gleisbögen und vielen Steigungen rasche Anfahreigenschaften bei kurzem Stationsabstand. Um auch kleinste Bögen mit nur 100 Metern zwanglos zu befahren, durfte der feste Radstand höchstens 2,9 Meter betragen. Damit war vorgegeben, wie bei der Reihe 60, die dritte Kuppelachse anzutreiben. Die Zylinder waren baugleich mit der C-n2v-Güterzugreihe 59 aus dem Jahr 1893, desgleichen die Steuerung und die Radsätze. Die Kesselheizfläche war bei gleicher Rohrlänge etwas größer, ebenso die Rostfläche. Der ursprüngliche Entwurf sah zehn Kubikmeter Wasser und vier Tonnen Kohle als Vorrat vor, dies war jedoch bei einem maximal zulässigen Achsdruck von 14,3 Tonnen nicht unterzubringen. Bei der Durcharbeitung des Entwurfs mussten daher die Vorräte auf 8,5 Kubikmeter Wasser und 2,4 Tonnen Kohle verringert werden.

### Prototypen
Die erste Lokomotive 30.01 wurde 1895 geliefert. Sie erreichte bei der Probefahrt eine Geschwindigkeit von 97 km/h bei ruhigem Lauf. Die Höchstgeschwindigkeit wurde mit 60 km/h festgelegt. Die 1896 abgelieferte zweite Probelokomotive 30.02 wurde ursprünglich noch von der Österreichischen Lokaleisenbahngesellschaft (ÖLEG) für den Einsatz auf der Strecke Niederlindewiese–Barzdorf in Österreichisch-Schlesien bestellt, die ebenfalls 1896 in Betrieb ging. Nachdem die ÖLEG aber schon zum 1. Jänner 1894 verstaatlicht wurde, gehörte die Maschine bei ihrer Ablieferung auch den kkStB und kam später gleichfalls in Wien zum Einsatz. Sie besaß eine geänderte Anordnung von Rädern und Steuerung, die den Anforderungen bei Rückwärtsfahrt besser entsprach und für die Serienfertigung beibehalten wurde. 

### Serienfertigung
Insgesamt wurden bis 1901 113 Maschinen gebaut (30.01–99 und 130.01–14, letztere später als 30.101–114 bezeichnet). 62 Lokomotiven gehörten der Commission für Verkehrsanlagen in Wien, der Rest den kkStB. Die Maschinen der Commission für Verkehrsanlagen in Wien wiesen an der Pufferbrust zusätzlich ein Schild mit den Buchstaben „VA“ auf. Die Maschinen 30.31 und 30.32 wurden eigentlich für die 1896 eröffnete Lokalbahn Schlackenwerth–Joachimsthal bestellt, aber letztlich der Commission für Verkehrsanlagen in Wien überschrieben. Die Lokomotive 30.04 wurde ferner im Jahr 1900 auf der Weltausstellung in Paris einem breiten Publikum präsentiert.

### Einsatz
Die Reihe 30 kam nicht nur auf der Wiener Stadtbahn zum Einsatz. So fuhren 1898 zwei Maschinen zwischen Bischofshofen und Saalfelden am Steinernen Meer, auch als Vorspann auf den Rampen nach Eben im Pongau und Hochfilzen. 1909 waren drei Exemplare als Vorspann für die Reihe 110.500 im Schnellzugdienst auf der Tauernbahn eingesetzt.
Nach dem Ersten Weltkrieg verblieben alle Maschinen der Reihe 30 in Österreich. Nach Elektrifizierung der Stadtbahn wurden die Lokomotiven hauptsächlich in den Direktionen Wien und Linz, aber teilweise auch in Villach und Innsbruck eingesetzt. Am besten entsprachen sie jedoch den Verhältnissen in der Umgebung von Wien. In den 1930er Jahren wurden 13 Lokomotiven an die Graz-Köflacher Eisenbahn (GKB) verkauft.
Bei Übernahme durch die Deutsche Reichsbahn 1938 wurden die noch vorhandenen 32 Lokomotiven in die Baureihe 90.10 mit den Ordnungsnummern 1001 bis 1032 eingereiht. Die Lokomotive Nummer 1033 kam später dazu, dafür existierte keine 1005. Nach dem Ende des Zweiten Weltkriegs waren acht Lokomotiven in Hieflau verblieben. Die Österreichischen Bundesbahnen (ÖBB) behielten die Nummern bei, sie ergänzten sie jedoch 1953 wieder mit einem Punkt zwischen Stamm- und Ordnungsnummer. Bis 1957 wurden diese Lokomotiven ausgemustert. Die restlichen Maschinen standen in der sowjetischen Zone, sie wurden als sowjetische Beute, erkennbar am Buchstaben T vor der Lokomotivnummer, beansprucht und bis 1953 ausgemustert. In den Betriebsbestand der ÖBB gelangten sie nicht mehr.

## Beschreibung

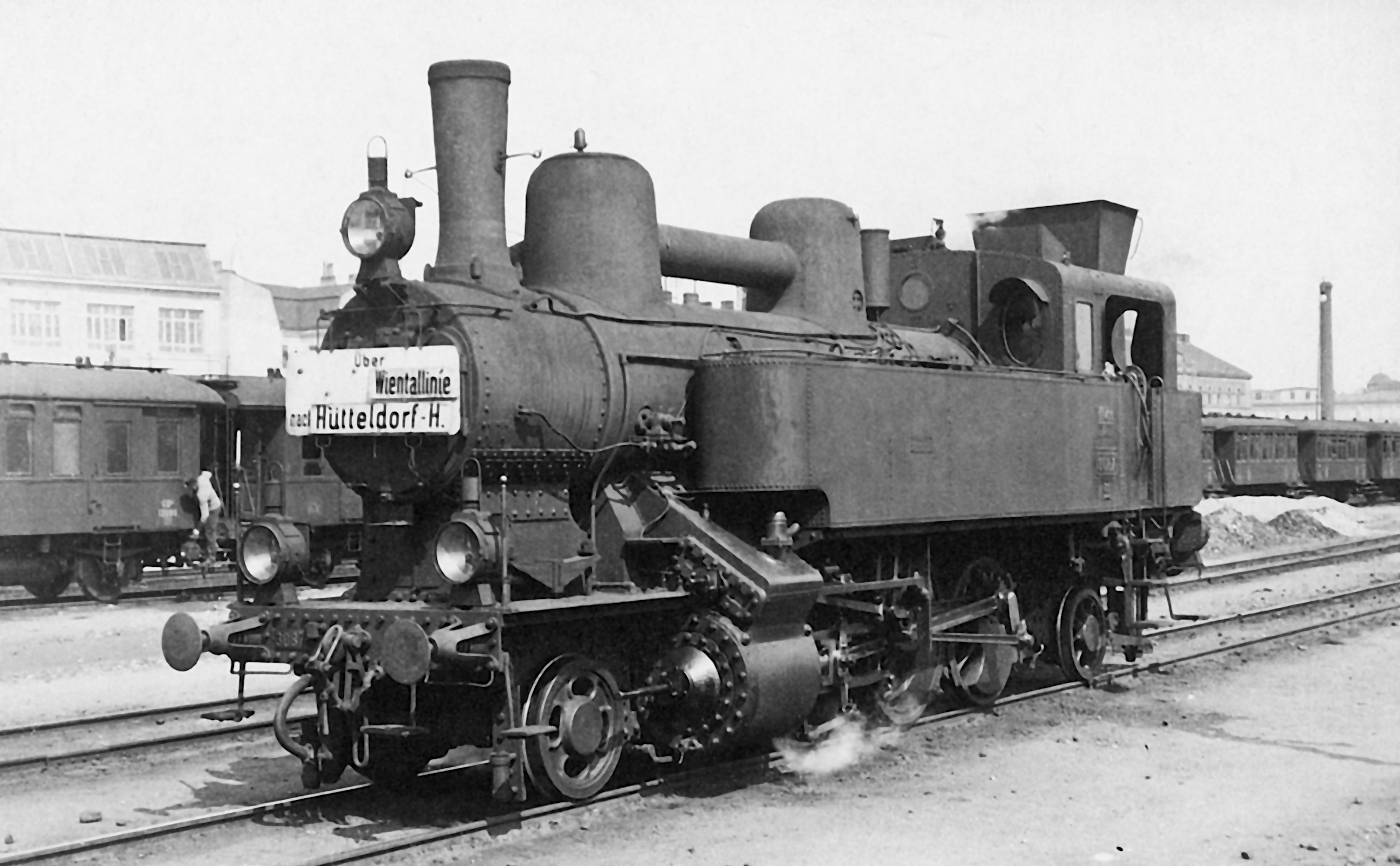
30.87 mit Stadtbahnzielschild im Bahnhof Wien Heiligenstadt, 1913

Die Lokomotiven der Wiener Stadtbahn verkehrten nach Berliner Vorbild von Beginn an mit Zugzielschildern an der Rauchkammertür beziehungsweise am Tender, wie dies heute üblich ist. 
Für den innerstädtischen Betrieb war die Reihe 30 so konstruiert, dass sie Funkenwurf vermied und über eine besonders dampf- beziehungsweise rauchfreie Verbrennung verfügte. Hierzu hatten alle Maschinen eine sogenannte Rauchverzehr-Einrichtung der Systeme Langer oder Marek, lediglich die Lokomotive Nummer 3002 hatte eine solche der Bauart Schleyder. Außerdem experimentierten die Ingenieure bei der ersten Lokomotive mit einer Petroleumfeuerung nach dem System Holden, wie sie zuvor bereits am Arlberg üblich war. Letztlich entschieden sie sich aber in Wien für eine Koksfeuerung nach Berliner Vorbild anstelle der – günstigeren – Verwendung von Steinkohle. Zur Lärmreduzierung war die Reihe 30 ferner mit einer sogenannten Schalldämpferkrone am Kamin ausgestattet. Dieser markante Schalldämpferring für die Saugluftbremse wurde später durch einen Schalldämpfer am Stehkessel ersetzt. Er hatte zu steten Klagen Anlass gegeben, im Winter froren die Austrittsöffnungen zu, im Sommer wurden die Reisenden durch das versprühende rußige Wasser beschmutzt.
Eine Besonderheit stellte die 1899 abgelieferte Maschine 30.83 dar. Sie war als einzige ihrer Type mit einer Kondensationseinrichtung geliefert worden, um die Bildung von Feuchtigkeit in den Tunnelröhren zu verringern. Vom Niederdruckzylinder führte ein Ausströmrohr zu einem besonderen Teil des linken Wasserkastens, in dem der Dampf niedergeschlagen wurde. Ein über das Führerhausdach geführtes Entlüftungsrohr sollte die im Kondensationsraum verbleibenden Dampfschwaden ableiten. Eine Schaltvorrichtung gestattete es, wahlweise je nach Bedarf den Auspuffdampf entweder auf normalem Wege ins Blasrohr oder aber in den Kondensationsraum zu leiten. Die Einrichtung fand keinen Anklang und wurde bald wieder abgebaut.

## Erhaltene Maschinen
Die im Eisenbahnmuseum Strasshof vorhandene 30.33 war am 26. Oktober 1934 an die GKB abgegeben worden, kam dann am 29. März 1961 zur Werksbahn der Hütte Donawitz und in den 1970er-Jahren in das Eisenbahnmuseum.
Ursprünglich waren die Lokomotiven 30.109 und 30.114 der GKB für ein Eisenbahnmuseum vorgesehen gewesen.

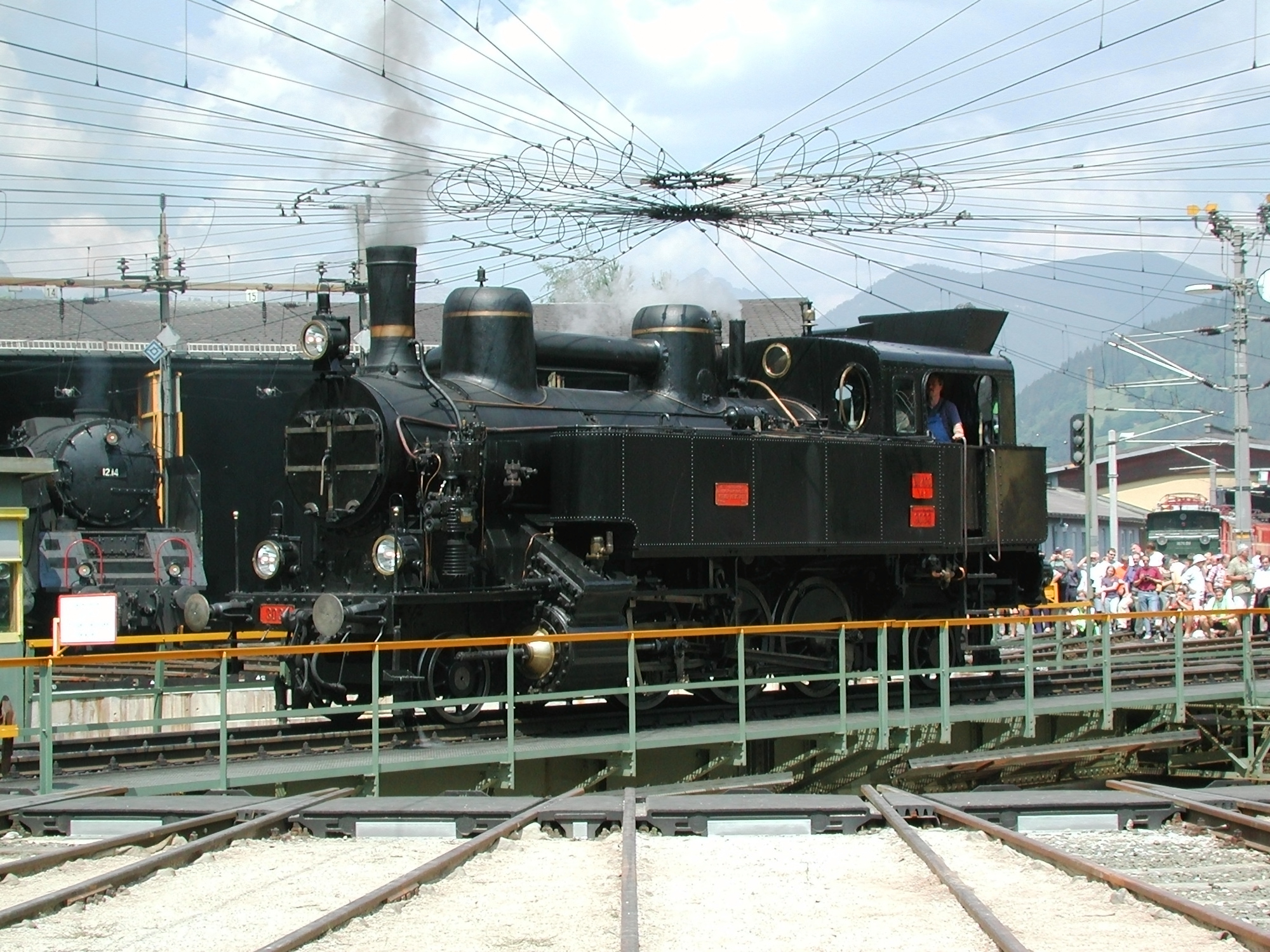
Museumslokomotive 30.33 auf der Drehscheibe im Bahnhof Selzthal.
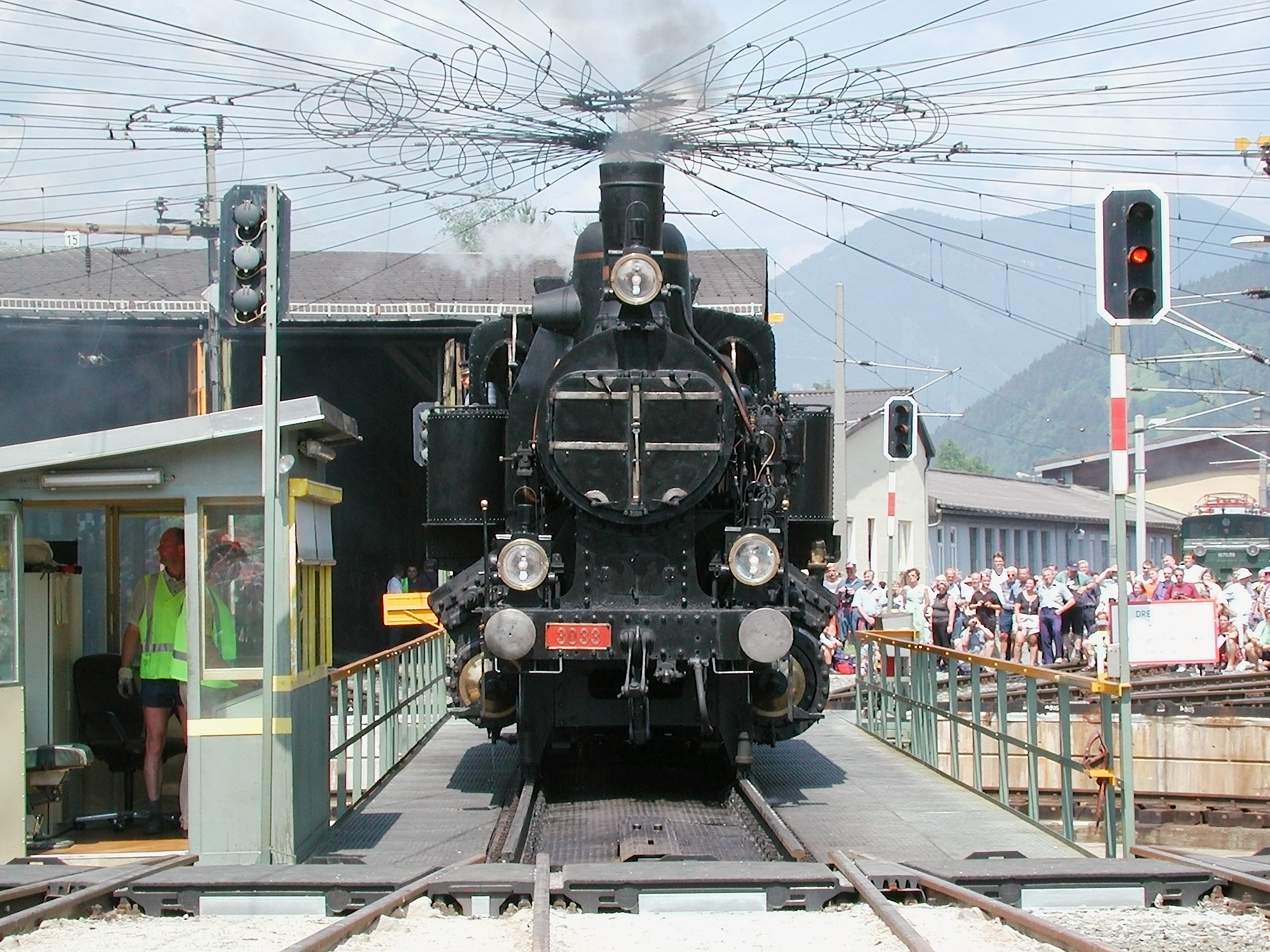
Frontansicht, die unterschiedlichen Durchmesser von Hoch- (links) und Niederdruckzylinder (rechts) des Verbundtriebwerkes deutlich erkennbar.
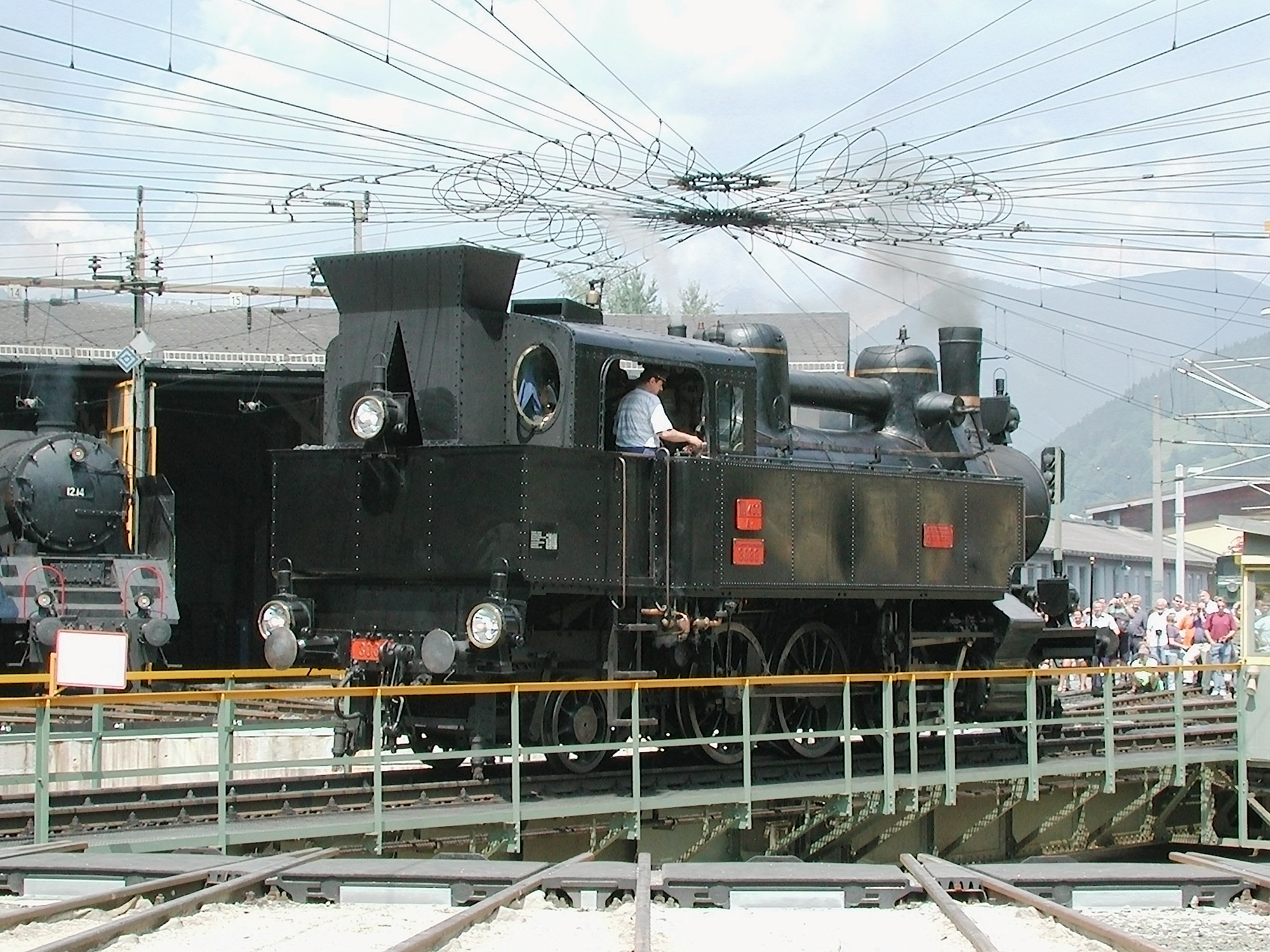
Rückansicht mit dem auffälligen vergrößerten Kohlenkasten der ehemaligen Stadtbahnlokomotiven.

| Nummer | Baujahr | Erhaltungszustand   | Eigentümer/Standort                                 |
| ------ | ------- | ------------------- | --------------------------------------------------- |
| 30.33  | 1897    | betriebsfähig       | Technisches Museum Wien / Eisenbahnmuseum Strasshof |
| 30.109 | 1900    | nicht betriebsfähig | Privat / Eisenbahnmuseum Strasshof                  |

- Museumslokomotive 30.33 auf der Drehscheibe im Bahnhof Selzthal.
- Frontansicht, die unterschiedlichen Durchmesser von Hoch- (links) und Niederdruckzylinder (rechts) des Verbundtriebwerkes deutlich erkennbar.
- Rückansicht mit dem auffälligen vergrößerten Kohlenkasten der ehemaligen Stadtbahnlokomotiven.